# Jack In The Box (小池徹平のアルバム)
『Jack In The  Box』（ジャック・イン・ザ・ボックス）は、日本のシンガーソングライター・小池徹平が2009年7月15日にA&M RECORDSから発売した2枚目のオリジナルアルバムである。

## 内容
前作『pieces』から約2年ぶりのアルバム。
シングル「キミだけ」を含む全10曲入りで、前作よりバラエティに富んだ内容になっており、タイトルも直訳して「ビックリ箱」を意味している。
また、前作でサウンドプロデュースを務めた小松清人が参加しておらず、小池も一部楽曲では作詞・作曲に携わっていない。
初回限定盤と通常盤の2形態で発売され、初回限定盤には2種類の「キミだけ」のPVと、オフショット映像を収録したDVDが付属された。

## 収録曲
1. アイシテモ [3:32]
作詞・作曲：小池徹平
編曲：鈴木Daichi秀行
2. AIR STYLE [3:29]
作詞：いしわたり淳治
作曲：市川淳
編曲：田中ユウスケ、中西亮輔
ストリングスアレンジ：岡村美央
3. 波音 [4:13]
作詞・作曲：小池徹平
編曲：川端良征
前作「my brand new way」に引き続き、ロート製薬『メンソレータム薬用アクネス』のCMソングに起用された。
4. My Way [4:15]
作詞・作曲：明日☆ハレルヤ
編曲：田中ユウスケ、明日☆ハレルヤ
5. キミだけ [5:19]
作詞・作曲：小池徹平
編曲：島田昌典
3rdシングルの表題曲。
6. 終わったはず [4:16]
作詞・作曲：小池徹平
編曲：オオバコウスケ
7. I'm Here [4:31]
作詞：leonn
作曲：市川淳
編曲：安原兵衛
8. Smile [3:40]
作詞・作曲：小池徹平
編曲：鈴木Daichi秀行
9. シンクロ [5:07]
作詞：いしわたり淳治
作曲：田中秀典
編曲：島田昌典
10. Don't Stop The Music [5:31]
作詞・作曲：小池徹平、浅田信一
編曲：浅田信一

## 参加ミュージシャン
- 小池徹平：Vocal (全曲)、Acoustic Guitar (#6,8)、Guitar (#10)
- 鈴木Daichi秀行：Computer Programming、Guitar & Bass (#1,8)
- 田中ユウスケ：Programming (#4)
- 明日☆ハレルヤ：Programming (#4)
- オオバコウスケ：Computer Programming & Guitar (#6)
- 上江洌亮司：Rhythm Programming (#6)
- 藤井謙二：Guitar (#2,4)
- 狩野良昭：Electric Guitar & Acoustic Guitar (#5,9)
- 川口圭太：Electric Guitar & Acoustic Guitar & Electric Bass (#7)
- 浅田信一：Guitar & Programming (#10)
- 鹿島達也：Electric Bass (#5,9)
- 高間有一：Bass (#10)
- 坂田学：Drums (#5,9)
- 吉田佳史：Drums (#10)
- 島田昌典：Piano (#5,9)、Organ & Electric Guitar (#9)
- 大坪稔明：Piano (#7)
- 平畑徹也：Piano & Organ & Synthesizer Operation (#10)
- 岡村美央ストリングス：Strings (#2)
- 真部裕ストリングス：Strings (#5,9)
- 川端良征：All Instruments (#3)
- 安原兵衛：All Other Instruments (#7)
- 竹内浩明：Chorus (#2,4)
- 田中秀典：Chorus (#2)

## タイアップ
- ロート製薬『メンソレータム薬用アクネス』CMソング (#3)